# Linda Breitlauch

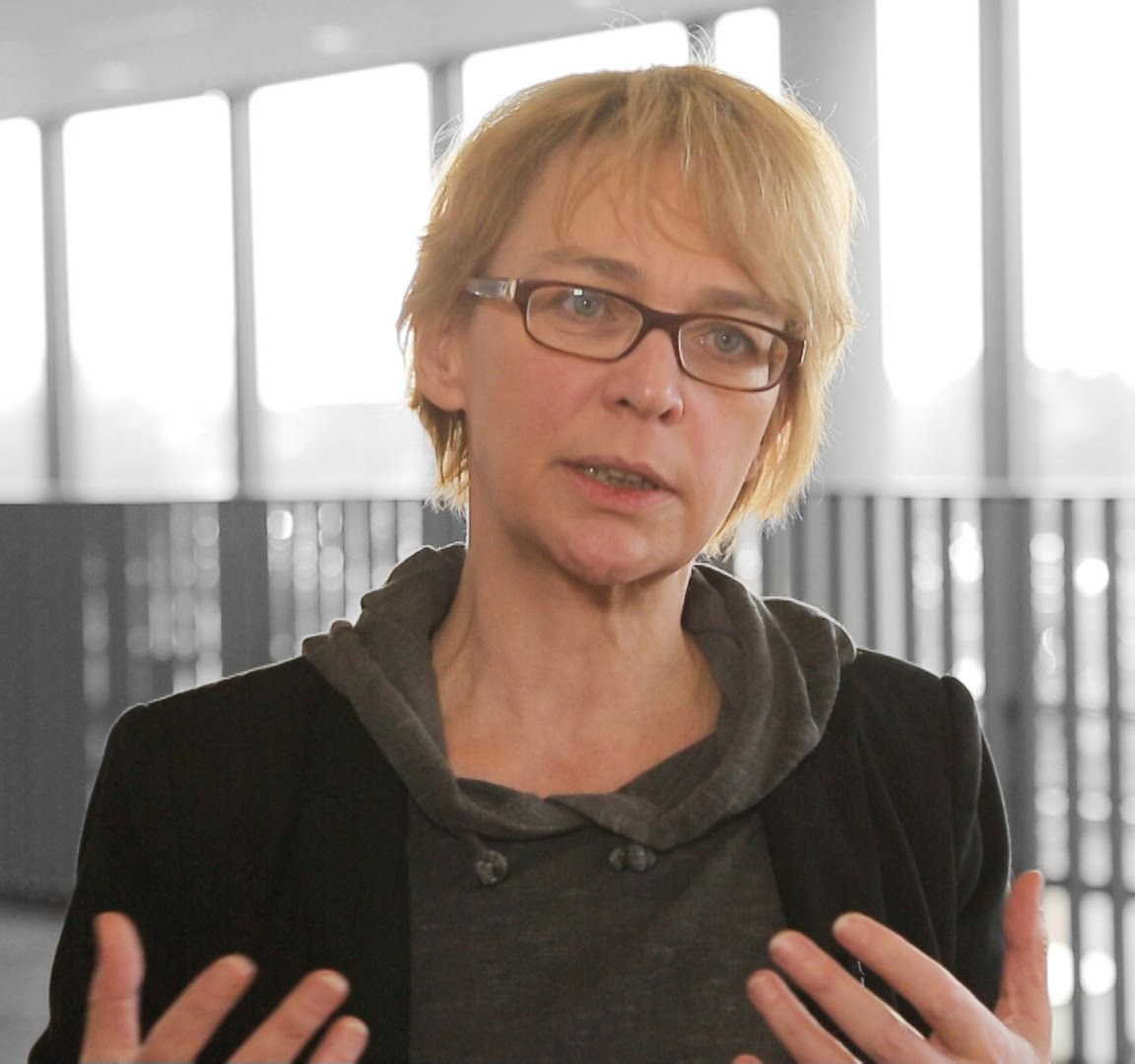
Linda Breitlauch (2016)

Linda Breitlauch (* 4. Juli 1966 in Seesen) ist eine deutsche Medienwissenschaftlerin und Professorin für Game-Design.

## Leben
Linda Breitlauch studierte zuerst Betriebswirtschaftslehre, bevor sie an der Hochschule für Film und Fernsehen in Potsdam ein Studium der Film- und Fernsehdramaturgie absolvierte. 2008 promovierte sie an der Humboldt-Universität/HFF (Studiengang Audiovisuelle Medien) über Dramaturgie in Computerspielen. Neben Projektmanagement im Export und Verlagswesen führte sie als Creative Producer unter anderem verschiedene Filmprojekte durch, verfasste Drehbücher, Spielkonzepte sowie wissenschaftliche und fachjournalistische Beiträge. 2007 wurde sie zu Europas erster Professorin für Game-Design an die Mediadesign Hochschule für Design und Informatik in Düsseldorf berufen. Ab Juni 2013 war sie Fachbereichsleiterin des Studiengangs „Medienwissenschaft Game Design und Gamification (B.A.)“ an der GA Hochschule der digitalen Gesellschaft in Berlin, von Januar bis März 2014 Gründungspräsidentin. Seit April 2014 lehrt sie im Fachbereich Gestaltung der Hochschule Trier Intermedia Games im Rahmen des Studiengangs Intermedia Design.
Ihre Arbeitsschwerpunkte liegen in den Bereichen interaktives Storytelling, Dramaturgie und Serious Games.

## Jurymitgliedschaften
- red dot design award, Digital Games (Jurymitglied 2009–2012)
- Deutscher Computerspielpreis (Jurymitglied seit 2009)
- Deutscher Entwicklerpreis (Jurymitglied seit 2008)
- Lara-Award (Jurymitglied 2010 und 2011)
- Animago Award (Jurymitglied 2014)
- TOMMI – Der Deutsche Kindersoftwarepreis (Jurymitglied seit 2015)[2]

## Preise
- Nominiert für die Hall of Fame des European Women in Games Award, 2011
- Hall of Fame des Deutschen Entwicklerpreis, 2017[3]

## Veröffentlichungen (Auswahl)
- Games studieren - was, wie, wo? - Staatliche Studienangebote im Bereich digitaler Spiele, Björn Freyermuth, Linda Breitlauch, André Czauderna, Gundolf S. Freyermuth (Eds). Bielefeld: transcript 12/2018
- Computerspiele als Therapie. In F. W. Gundolf S. Freyermuth, Lisa Gotto (Ed.), Serious Games, Exergames, Exerlearning (BildundBit., S. 387–398). Bielefeld: transcript 2013
- Spielfreude als erfolgreiche Lern- und Therapiemethode, in: Inderst, Just: Build ’em Up - Shoot ’em Down: Körperlichkeit in digitalen Spielen, Hülsbusch 2013.
- Computerspieldramaturgie – Herausforderung für Medienmanager. In: Handbuch Medienmanagement, Schriften zum Medienmanagement der Media Design Hochschule, Thomas Dreiskämper, Olaf Hoffjann, Christian Schicha (Hrsg.), Lit-Verlag, Münster-Hamburg-Berlin-Wien-London-Zürich, 2009, S. 337–348.
- „Games are coming out.“ in „Quarterly _ Das Trenddossier des Zukunftsinstitutes“, 10/2008, Seite 42–45
- „Die Spielgesellschaft“, in: GameStar, 8/2008, Seite 132–134
- Dramaturgie der Computerspiele – Analyse und Bewertung von Wirkungspotentialen interaktiven Erzählens im Kontext gestaltungsrelevanter Fragestellungen (Diss.). Potsdam, Hochschule für Film und Fernsehen, 2008.